# Västra Råvojaure
Västra Råvojaure är en sjö i Sorsele kommun i Lappland och ingår i Umeälvens huvudavrinningsområde. Sjön har en area på 0,393 kvadratkilometer och ligger 572,6 meter över havet. Västra Råvojaure ligger i Vindelfjällen Natura 2000-område.

## Delavrinningsområde
Västra Råvojaure ingår i det delavrinningsområde (730710-154407) som SMHI kallar för Mynnar i Vuovosjukke. Medelhöjden är 633 meter över havet och ytan är 13,57 kvadratkilometer. Det finns ett avrinningsområde uppströms, och räknas det in blir den ackumulerade arean 27,41 kvadratkilometer. Råvojukke som avvattnar avrinningsområdet har biflödesordning 4, vilket innebär att vattnet flödar genom totalt 4 vattendrag innan det når havet efter 376 kilometer. Avrinningsområdet består mestadels av skog (87 procent). Avrinningsområdet har 0,88 kvadratkilometer vattenytor vilket ger det en sjöprocent på 6,5 procent.